# Darcy Villocq Vianna
Darcy Ursmar Villocq Vianna (1919-2012) foi um militar brasileiro, coronel do Exército. Comandante da Companhia de Motomecanização da 7a Região Militar, no Recife, em 1964 liderou a tortura e tentativa de linchamento do líder político Gregório Bezerra, que se encontrava sob sua custódia. Com isso ele é considerado pelos historiadores como o primeiro militar brasileiro a ter incorrido de torturas depois do Golpe de 1964, sendo lembrado por afirmar que "nós torturamos para não fuzilar." Villocq ordenou a seus soldados que amarrassem uma corda em volta do pescoço de Bezerra e depois o espancassem. Depois a vítima ainda foi arrastada pelas ruas de Recife.
Oficial com formação na área de engenharia, Villocq chegou a fazer curso nos Estados Unidos, especializando-se em  motomecanização, em 1945, no final da Segunda Grande Guerra. Integrante da ala da linha dura  da ditadura militar, o episódio das torturas em Gregório não o impediu de se tornar secretário de Segurança Pública de Pernambuco, em 1969, no governo Nilo Coelho.

## Tortura de Gregório Bezerra
Segundo depoimentos da vítima e também de testemunhas, no dia 2 de Abril de 1964 Gregório Bezerra foi levado pelos militares até o Forte das Cinco Pontas de onde seria conduzido ao Quartel de Moto-mecanização do Exército, em Casa Forte, zona norte do Recife. Ele foi levado por um oficial do Exército e mais três colaboradores voluntários: um militar reformado chamado Artur Bruno Schwambach, o comerciante Elson Pinto Teixeira Souto e o agente do DOPS Cristóvão Cavalcanti Moreira.
Depois de capturar a vítima, o trio entregou Gregório Bezerra ao coronel Darcy Ursmar Villocq Vianna, comandante da unidade e protagonista da tortura que se sucedeu: Gregório foi amarrado pelo pescoço, com três pontas puxadas ao mesmo tempo por soldados do Exército. Arrastaram o homem pela rua, onde foi agredido com pedaços de pau e canos de ferro, inclusive na cabeça. Depois seus pés foram mergulhados em ácido de bateria, e em seguida foi obrigado a caminhar sobre pedras que feriram seus pés.
O próprio Gregório, enquanto ainda estava na prisão, escreveu um relato do evento: “Uns três ou quatro sargentos do Parque de Moto-mecanização, instrumentos inconscientes daquele verdugo (Villocq), completavam o espancamento com pontapés e socos por todos os lugares do meu corpo. As pancadas se sucediam no estômago, no rosto, nos rins, nos testículos, nas costas, nas pernas. Um grupo de sargentos e soldados, ao longe do pátio do quartel, assistia aquele quadro de covardia e sadismo sem precedentes, silenciosamente.”